# Giovanni Broggi
Giovanni Broggi (Ligurno, 12 marzo 1853 – Milano, 1º gennaio 1919) è stato uno scultore italiano.

## Biografia e attività artistica
Studiò e visse a Milano, dove si dedicò prevalentemente alla scultura cimiteriale. Eseguì in particolare alcuni lavori nel Cimitero Monumentale:
- Tomba Airoldi[1];
- Tomba Gerli[1];
- Tomba Falcetti[1];
- Monumento a Gaetano Perelli[2].

Partecipò alla Esposizione di belle arti di Roma nel 1883; sue opere si trovano presso la gipsoteca comunale di Cantello.